# Edward Ocariz
Edward Ocariz (c. 1971) es un activista de derechos humanos venezolano. Es miembro del Comité de Derechos Humanos de la parroquia Coche de Caracas. Ocariz fue detenido por funcionarios de seguridad el 2 de agosto de 2024, pocos días después de las elecciones presidenciales de Venezuela el mismo año.

## Trayectoria
Edward es miembro del Comité de Derechos Humanos de la parroquia Coche de Caracas y ha sido un activista activo en la parroquia, estando presente frecuentemente en manifestaciones relacionadas con reivindicaciones salariales y sobre la exigencia del respeto de los derechos humanos. También ha sido vicepresidente de organización del partido opositor Primero Justicia en la parroquia.

## Detención
Aproximadamente a la 1:00 p. m. del 2 de agosto funcionarios de seguridad tocaron la puerta del apartamento de la sobrina de Edward, en la parroquia Coche. Ella no abrió en las primeras ocasiones porque tapaban la mirilla de la puerta. Se identificaron cuando tocaron por tercera vez, su sobrina les abrió, e informaron que buscaban al activista. Comprobaron que no se encontraba en el apartamento, revolvieron todas las pertenencias de la sobrina y se llevaron dinero en una de las habitaciones.
Los efectivos después se dirigieron a la casa del activista, deteniéndolo mientras cocinaba almuerzo. Le pidió a los funcionarios que le mostrasen una orden de arresto, quienes respondieron que la tenían en el bolsillo pero nunca la mostraron. Posteriormente fue trasladado y recluido en El Helicoide.La organización no gubernamental PROVEA informó que Edward ya había sido amenazado por simpatizantes oficialistas anteriormente.
En la madrugada del 3 de agosto fue trasladado a instalaciones de la Policía Nacional Bolivariana (PNB) en Maripérez y posteriormente a instalaciones de la policía en Boleíta, que se mantenía como su sitio de reclusión para el 9 de agosto.Para dicha fecha, la familia desconocía los delitos que se le imputarían.

## Vida personal
Edward Ocariz padece de hipertensión, artritis y otra una afección en su columna vertebral.